# María Luisa Peralta
María Luisa Peralta (Rosario, Argentina, 1972) es una bióloga y activista argentina. Integró espacios y organizaciones de activismo lésbico en la ciudad de Buenos Aires, como por ejemplo: Lesbianas a la Vista, Lesmadres, Lesbianas y Feministas por la Descriminalización del Aborto, y el Frente Nacional por la Ley de Identidad de Género. Fue parte de las fundadoras del archivo digital del activismo lésbico argentino Potencia Tortillera. En la actualidad forma parte del Programa de Memorias Políticas Feministas y Sexo-genéricas del CeDInCI de la Universidad de San Martín, Buenos Aires.

## Biografía
Nacida en Rosario, Argentina, se trasladó a la ciudad de Buenos Aires al finalizar sus estudios secundarios. Allí estudió la Licenciatura en Biología en la Universidad de Ciencias Exactas.

## Trayectoria activista
Comenzó su trayectoria como activista en el año 1996 cuando se incorporó a la organización Lesbianas a la Vista en la Ciudad Autónoma de Buenos Aires junto a Fabi Tron. En el 2001, tras la desintegración de Lesbianas a la Vista, fue parte fundadora de la organización Lesbianas en Lucha. Tras participar del Foro Social Lesbiano en Porto Alegre en el año 2003, Lesbianas en Lucha se sumó en una organización regional llamada Acción Política LGTTB, que finalmente se desintegró a finales del año 2005.
En el año 2008 conformó la organización Lesmadres, que tenía por objetivo visibilizar y acompañar a las maternidades lésbicas. Ese mismo año fue cofundadora de la organización Lesbianas y Feministas por la Descriminalización del Aborto, que llevó adelante una línea telefónica de acompañamiento en la interrupción del embarazo cuando el aborto no era legal en Argentina, llamada “Más información, menos riesgos”. Fue el primer grupo que informó sobre el uso de misoprostol, método recomendado por la Organización Mundial de la Salud, en Argentina.
En el año 2011 cofundó, junto a Fabi Tron, Gabriela Adelstein, val flores y Canela Gavrila, el archivo digital del activismo lésbico Potencia Tortillera.